# Irgendwann in Mexico
Irgendwann in Mexico (Originaltitel Once Upon a Time in Mexico) ist ein mexikanisch-amerikanischer Actionfilm aus dem Jahr 2003 von Robert Rodriguez.
Er schließt die El-Mariachi-Trilogie ab, die außerdem die Filme El Mariachi und Desperado umfasst. Wie schon in Desperado spielt Antonio Banderas wieder die Hauptrolle neben Johnny Depp, Willem Dafoe, Enrique Iglesias, Salma Hayek und Mickey Rourke.

## Handlung
Der CIA-Agent Sheldon Sands heuert El Mariachi an, um den mexikanischen General Marquez zu töten. Da Marquez für den Tod von Mariachis Ehefrau Carolina verantwortlich war, nimmt er den Auftrag an. Marquez bereitet einen Putsch in Mexiko vor, der am Tag der Toten stattfinden soll, und bei dem der neu gewählte Präsident, der eine Zusammenarbeit mit kriminellen Kräften verweigert, getötet werden soll. Unterstützt wird Marquez dabei von dem Drogenbaron Barillo, dem ein nicht korrupter Präsident ein Dorn im Auge ist und der um seine Geschäfte fürchtet. Mariachi soll Marquez allerdings erst töten, nachdem dieser den Präsidenten ermordet hat, denn Sands will sowohl den Tod des Präsidenten als auch den Tod von Marquez.
Sands rekrutiert den pensionierten FBI-Agenten Jorge Ramirez, um Barillo zu töten. Ramirez will den Tod seines Freundes und Partners Archuletta rächen, der von Barillo gefoltert und getötet wurde. Mariachi hat mittlerweile Unterstützung von zwei alten Freunden und Musikerkollegen bekommen, dem Frauenheld Lorenzo und dem Trunkenbold Fideo.
Um den Plan umzusetzen, baut Sands ein Netzwerk von Informanten auf, dem auch seine mexikanische Geliebte Ajedrez angehört, die für die mexikanische Polizeibehörde AFN arbeitet. Ajedrez hat jedoch eine falsche Identität: Sie ist in Wahrheit Barillos Tochter und spioniert in dessen Auftrag unter ihrer falschen Identität die AFN und die amerikanische CIA aus. Sands wird von Ajedrez verraten und gelangt so in die Gefangenschaft von Barillo, der ihm zur Abschreckung (gegen ausländische Einmischungen in innermexikanische Angelegenheiten bzw. in seine Drogengeschäfte) die Augen entfernen lässt.
Am Tag der Toten greift Marquez mit seinen Truppen den Präsidentenpalast an. Dabei wird die überforderte Leibwache des Präsidenten getötet. Mariachi ist nicht mehr bereit, wie eigentlich von Sands vorgegeben, den Präsidenten von Marquez ermorden zu lassen und sich erst anschließend an Marquez zu rächen. Vielmehr entschließt er sich aus Liebe zu seinem Volk und Vaterland (als „Sohn Mexikos“), mit seinen Freunden zusammen den Präsidenten zu schützen. Auch die Bevölkerung der Stadt attackiert unter Rufen wie „Es lebe die Demokratie“ und „Es lebe Mexiko“ wütend die Putschisten. Als es Marquez gelingt, trotz des Widerstands in den Palast einzudringen, wird er dort von Mariachi getötet. Der blinde Sands wird von einem kleinen mexikanischen Jungen zum Präsidentenpalast geführt und erschießt einige dort Wache stehende Schergen Barillos, wird aber selbst auch getroffen. Ajedrez sieht ihn vom Fenster aus am Boden liegen und geht zu ihm. Sie stellt ihn auf die Beine und küsst den scheinbar Sterbenden, wird jedoch von ihm erschossen. Mit seinem künstlichen Arm hat er sie täuschen können. Barillo wird von Ramirez, dessen Ermordung er erfolglos befohlen hat, getötet. Marquez’ Truppen werden von dem bewaffneten Widerstand leistenden mexikanischen Volk aufgerieben. Mariachi bringt den Präsidenten aus der Stadt in Sicherheit.
In der Schlussszene läuft Mariachi auf einer Landstraße und hat sich die Präsidentenschärpe umgehängt.

## Hintergrund
Der Film wurde in den mexikanischen Städten Guanajuato, San Miguel de Allende und Santiago de Querétaro gedreht. Der „Präsidentenpalast“ ist in Wirklichkeit das Hauptgebäude der Universität von Guanajuato. Er ist der erste Film von Rodriguez, der mit High-Definition-Kameras aufgenommen wurde.
Um einem möglichen Streik der Schauspielergewerkschaft zuvorzukommen, drehte Rodriguez den Film zeitlich vor den Filmen Spy Kids 2 und Mission 3D.
Agent Sands verspeist oder bestellt im Film mehrmals das mexikanische Gericht Puerco Pibil. Auf der DVD erklärt Regisseur Robert Rodriguez ein Rezept für dieses Gericht.
Im Audiokommentar zum Film erklärt Robert Rodriguez, dass der Part von Cucuy eigentlich für Quentin Tarantino vorgesehen war, für die Rolle des CIA-Agenten Sands hatte er George Clooney vorgesehen.
Bei einem Produktionsbudget von geschätzten 29 Mio. US-Dollar und Marketingkosten von weiteren 20 Mio. Dollar konnte der Film weltweit ca. 98 Mio. US-Dollar an den Kinokassen einnehmen, davon allein 56 Mio. Dollar in den USA. Irgendwann in Mexico feierte auf den Internationalen Filmfestspielen von Venedig im August 2003 Premiere und lief am 25. September 2003 in den deutschen und österreichischen Kinos an. In den Schweizer Kinos war er ab dem 24. Dezember 2003 (französischsprachige Schweiz) bzw. ab dem 1. Januar 2004 (deutschsprachige Schweiz) zu sehen.
Danny Trejo spielte schon im Vorgänger Desperado mit, jedoch nicht als Cucuy, sondern als Navajas.
Die Schreibweise des deutschen Titels variiert. Meist wird „Mexico“ benutzt, nur gelegentlich erfolgt die korrekte Schreibweise „Mexiko“.

## Deutsche Synchronfassung
Von Gerardo Vigil ist auch in der deutschen Synchronbearbeitung der Originalton zu hören.
| Darsteller              | Deutscher Sprecher           | Rolle                           |
| ----------------------- | ---------------------------- | ------------------------------- |
| Johnny Depp             | David Nathan                 | CIA-Agent Sheldon Jeffrey Sands |
| Antonio Banderas        | Bernd Vollbrecht             | El Mariachi                     |
| Willem Dafoe            | Reiner Schöne                | Armando Barillo                 |
| Salma Hayek             | Christin Marquitan           | Carolina                        |
| Eva Mendes              | Andrea Loewig                | Ajedrez Barillo                 |
| Julio Oscar Mechoso     | Michael Pan                  | Barillo's Berater               |
| Cheech Marin            | Roland Hemmo                 | Belini                          |
| Mickey Rourke           | Joachim Tennstedt            | Billy Chambers                  |
| Danny Trejo             | Bernd Schramm                | Cucuy                           |
| Pedro Armendáriz junior | Uli Krohm                    | El Presidente                   |
| Ruben Blades            | Bodo Wolf (Synchronsprecher) | Ex-FBI-Agent Jorge Ramirez      |
| Marco Leonardi          | Björn Schalla                | Fideo                           |
| Gerardo Vigil           | Gerardo Vigil                | General Marquez                 |
| Enrique Iglesias        | Matthias Hinze               | Lorenzo                         |
| René Gatica             | Helmut Gauß                  | Polizeichef                     |
| Tito Larriva            | Tobias Meister               | Taxifahrer                      |

## Auszeichnungen
Das Lied „Siente Mi Amor“, das aus der Feder von Robert Rodriquez stammt, gewann 2004 den Satellite Award als bester Filmsong. Johnny Depp war als bester Nebendarsteller in einer Komödie oder einem Musical für ebendiesen Preis nominiert, musste sich aber Eugene Levy geschlagen geben. Eva Mendes war für Irgendwann in Mexico und drei weitere Filme für den Teen Choice Award in der Kategorie Choice Breakout Movie Star nominiert. Antonio Banderas und Rubén Blades wurden mit Imagen Awards ausgezeichnet.
Der Film war zudem bei den Taurus Awards 2004 in den Kategorien Beste Stuntfrau (Cheryl Bermeo und Gail Monian) und Bester Stunt in der Höhe nominiert.

## Kritiken

### Fremdsprachige Kritiken
James Berardinelli schrieb auf ReelViews, Irgendwann in Mexico sei weniger ein Film, sondern eher eine Ansammlung von Actionsequenzen. Der Film biete den Darstellern Antonio Banderas, Johnny Depp und Salma Hayek die Gelegenheit, „cool“ zu wirken. Die Besetzung der Nebenrollen mit Ruben Blades, Willem Dafoe, Enrique Iglesias, Cheech Marin und Mickey Rourke bezeichnete er als „eklektisch“ („eclectic“).
Peter Bradshaw vom Guardian lobte die Leistung von Johnny Depp, dessen komödiantisches Talent den Film rette, ihn damit aber auch aus dem Gleichgewicht werfe, da der Film an Stärke verliere, wenn Depp nicht zu sehen ist.
Roger Ebert verglich in der Chicago Sun-Times vom 12. September 2003 den Film mit den Western von Sergio Leone. Beide Regisseure seien eher am besonderen Moment, großartigen Aufnahmen, überraschenden und ironischen Wendungen sowie Nahaufnahmen verschwitzter Gesichter als an einer schlüssigen Handlung interessiert. In dem Film würden hochkarätige Darsteller in den Hauptrollen wie in den Nebenrollen wirken. Ebert lobte das „überbordende Gespür“ („exuberant feel“) von Regisseur Rodriguez für Filme.
Nev Pierce von der BBC kritisierte die verworrene Handlung. Viele gute Ideen seien nur am Rande zu bemerken, gute Schauspieler wie Dafoe und Banderas würden zu wenig ausgereizt („underused“).

### Deutschsprachige Kritiken
Daniel Bickermann vom Filmmagazin Schnitt bezeichnete den Film als Schlüsselwerk im Opus von Robert Rodriguez: „Über den Patriotismus hat Rodriguez vom Splatter zu einem grausigen Realismus gefunden, vom zynischen Genrezitat zur relevanten Realsatire, von der Pose zur Aussage. […] Ein im besten Sinne altmodischer, unterhaltsamer, wichtiger Film.“
Das Lexikon des internationalen Films schrieb: „Lustvoll erzähltes Genrekino voller Klischees, Posen und Gewalt, das seine Geschichte zugunsten einer rhythmisch-eleganten Inszenierung auflöst und sich dabei als effekthascherische Zitatensammlung mit einigen Härten selbst genügt.“
Cinema schrieb: „Der Inszenierungsstil ist überdeutlich von Rodriguez’ Vorbild Sergio Leone geprägt: verkniffene Augen in kilometerlangem Breitwandformat, unvermittelte Gewaltexzesse, opernhaft choreografierte Action. Und der Mann mit der Gitarre spielt dazu sein Lied vom Tod. Der Film erzählt die gleiche Geschichte wie sein Vorgänger, diesmal nur vertrackter […]. Es fließt viel Blut, und der Gewaltanteil von ‘Desperado’ wird locker überboten: Leben und sterben in Mexiko.“